# Frankfurt am Main
Frankfurt (am Main) er den største by i den tyske delstat Hessen og den femtestørste by i Tyskland med et 775.790 (2023) indbyggere. I Stor-Frankfurt er indbyggertallet 2,5 mio.
Indtil 1866 var byen en fri rigsstad, der i perioder fungerede som en slags hovedstad for Tyskland. I dag er Frankfurt en af verdens vigtigste finansbyer og er hjemsted for Den Europæiske Centralbank, Deutsche Bundesbank, Frankfurt-børsen og flere store kommercielle banker. Byens vigtigste brancher er bank- og forsikringsvirksomhed samt bilindustrien med en række tyske hovedsæder for bl.a. Kia Motors, Fiat og Continental AG. Frankfurt har en lang tradition for udstillinger, og årligt arrangeres internationale messer, bl.a. en af verdens største bogmesser og en bilmesse.
Skyskraberne i Bankenviertel med hovedsæderne for en række storbanker minder om amerikanske storbyer, og er ellers ukendt i Europa. Byen har nogle af Europas højeste huse: Commerzbank-Tower og Messeturm.
Frankfurt er forbundsrepublikkens trafikknudepunkt, hvor motorvejene fra Köln, Hannover, Karlsruhe, Hamborg, Basel og Würzburg mødes. Frankfurter Kreuz, motorvejen tæt på lufthavnen passeres dagligt af omkring 320.000 biler. Frankfurt Airport er en af verdens travleste internationale lufthavne efter passagertrafik og det vigtigste knudepunkt for Tysklands nationale luftfartsselskab Lufthansa. Frankfurts hovedbanegård er en af de største terminaler i Europa og den travleste. Den drives af Deutsche Bahn, de tyske statsbaner, har 342 afgange til indenlandske og europæiske destinationer og bruges af ca. 350.000 passagerer dagligt.
Frankfurt er også hjemsted for mange kulturelle og uddannelsesmæssige institutioner, herunder Johann Wolfgang Goethe-Universität med 38.000 studerende, Frankfurt University of Applied Sciences med 11.000 studerende og mange museer (f.eks. Städel, Senckenberg Museum, Schirn Kunsthalle og Goethe-Haus).

## Historie
Der er i Frankfurt fundet spor af keltisk, germansk og romersk bebyggelse fra 1. og 2. århundrede e.Kr., og fra ca. 500 var stedet under frankisk dominans. Navnet Frankfurt er tidligst overleveret i 794 i formen Franconofurd, som betød 'frankernes vadested'. Fra midten af 1100-tallet fandt de tyske kongevalg sted i Frankfurt, og den blev en vigtig handelsby med status som umiddelbar rigsstad fra 1245. Jøder bosatte sig i byen fra 1200-tallet og medvirkede til at gøre Frankfurt til tysk finanscentrum.
I udviklingen af den betydningsfulde handel med bøger var jøder toneangivende, selv om de fra 1500-tallet til 1798 måtte leve i ghetto. I 1816-66 var byen tysk hovedstad som sæde for Forbundsdagen, og Frankfurterparlamentet forsøgte 1848-49 at opnå en tysk samling. I 1866 blev Frankfurt indlemmet i Preussen, og området industrialiseredes kraftigt. I 1944-45 ødelagdes store dele af byen ved allierede bombeangreb. Det jødiske samfund blev udslettet under nationalsocialismen, men efter 1945 er et nyt  blevet et af de betydeligste i Tyskland.

## Demografi

### Befolkning
Med et indbyggertal på 717.624 (2014) og 2,5 mio. i selve byområdet, er Frankfurt den 5. største by i Tyskland efter Berlin, Hamborg, München og Köln. Byen betragtes som en multikulturel by, fordi den er hjemsted for mennesker af 180 nationaliteter. Ud over det tyske flertal har byen indvandrere fra Tyrkiet, Italien, Kroatien, Serbien, Polen, Grækenland, Makedonien, Rusland, Bulgarien, Libanon, Rumænien, Bosnien-Hercegovina, Spanien, Portugal, Frankrig, Holland, Kina, Japan, USA, Østrig, Storbritannien, Colombia, Mexico, Pakistan, Marokko, Afghanistan og Indien. Frankfurts byområde er også hjemsted for det næststørste koreanske samfund i Europa og Tysklands største srilankanske tamilske samfund. Næsten 25 procent af Frankfurts beboere er udenlandske statsborgere.

### Religion
Frankfurt var en protestantiskdomineret by. I det 19. århundrede flyttede et stigende antal katolikker dertil. I 2006 var katolicismen den største trosretning (25 procent) fulgt af protestantismen (23 procent).
Der findes 7.300 tilknyttet jødedommen i Frankfurt, hvilket er det 3. største jødiske samfund i Tyskland. I øjeblikket er der to synagoger i Frankfurt. Ahmadiyya-moskéen, bygget i 1959, er den første moské i byen og den 3. i Tyskland.

## Trafik i Frankfurt

### Lufthavn
I Frankfurt findes Frankfurt/Main International Airport. Frankfurts lufthavn er Tysklands største og en af de største og mest besøgte lufthavne i Europa. Sammen med Frankfurt Hauptbahnhof og Frankfurter Kreuz er Frankfurt am Main et af de vigtigste trafikale knudepunkter i Europa.

### Kollektiv trafik
Frankfurt har et stort net af U-Bahn og S-Bahn, der suppleres af sporvogne/letbaner og busser. Specielt seværdig er U-Bahn-stationen Bockenheimer Warte.

## Kultur

### Museer
Der er  mere end 30 museer i byen, hvoraf nogle er internationalt anerkendt.
- Deutsches Architekturmuseum (Det Tyske Arkitekturmuseum)
- Deutsches Filmmuseum (Det Tyske Filmmuseum)
- Frankfurter Ikonenmuseum (Icon Museum Frankfurt)
- Liebieghaus (Museum for Skulpturer)
- Museum für angewandte Kunst Frankfurt (Museum for brugskunst)
- Museum Giersch (Kunstmuseum)
- Museum für Kommunikation Frankfurt (Kommunikationsmuseum)
- Museum der Weltkulturen (Museum for verdenskulturer)
- Städel, et af de mest berømte kunstmuseer i Tyskland
- Bibelhaus Erlebnis Museum (Museum for Biblen)

To museer er placeret på den nordlige flodbred:
- Jewish Museum Frankfurt (Jødisk museum)
- Historisches Museum (Frankfurts Historiske Museum)

I Altstadt finder man følgende museer:
- Museum für Moderne Kunst (Kunstmuseum)
- Schirn Kunsthalle Frankfurt (Kunstgalleri)
- Frankfurter Kunstverein (Kunstmuseum)
- Frankfurter Judengasse (Jødisk museum)
- Goethe House
- Archäologisches Museum Frankfurt (Arkæologisk Museum)
- Caricatura Museum für Komische Kunst (Museum for komisk kunst)
- Dommuseum Frankfurt (Katedral-museum)

### Natteliv
Frankfurt tilbyder restauranter, barer, pubber og natklubber. Mange natklubber ligger i og omkring centrum og i Ostend-distriktet, hovedsageligt tæt på Hanauer Landstraße. Restauranter, barer og pubber findes rundt omkring i byen med store koncentrationer i Sachsenhausen, Nordend, Bornheim og Bockenheim.
Frankfurt har i dag et rigt og spændende natteliv med mange diskoteker, spillesteder, kasinoer og et red-light district.
Rødderne af techno musik kan spores til Tyskland og i særdeleshed Frankfurt. Det var her, i begyndelsen af 1990'erne, at de lokale DJ's som Sven Väth og DJ DAG (af Dance 2 Trance) først spillede en hårdere, dybere stil af acid house, der blev enormt populær i hele verden i det næste årti. En af de vigtigste steder i det tidlige trance spillested var Omen natklub, der lukkede i 1998. Et andet meget populær diskotek i 1980-1990'erne var trance og technoklubben Dorian Gray, som var placeret i Terminal 1 i Frankfurts lufthavn. På grund af placeringen i lufthavnen havde klubben ingen restriktioner i åbningstider. Klubben måtte lukke i slutningen af 2000, fordi det ikke længere var muligt at opfylde brandsikkerheden.
Kendt for sit usædvanlige design var Coocoon Club i Fechenheim, der åbnede i 2004, og blev vurderet som den bedste technoklub i 2004, 2005, 2006 og 2007 af musikbladene "Groove" og "Raveline". Cocoon Club lukkede i november 2012 efter en konkurs.

## Notable bysbørn
- Ernst Elster - litteraturhistoriker
- Ludwig Elster - nationaløkonom
- Richard Loening - jurist